# Montgomery Bowl
Le Montgomery Bowl est un match annuel d'après-saison régulière de football américain de niveau universitaire (Division 1 NCAA Football Bowl Subdivision ou Div. 1 FBS ) dont la première édition a eu lieu après la saison 2020.
Il s'est déroulé au Cramton Bowl de Montgomery dans l'État de l'Alabama aux États-Unis.
Le bowl est propriété de ESPN Events.
L'édition de 2020 a été annoncée fin octobre 2020, les organisateurs signalant que leur bowl était organisé pour cette saison uniquement en remplacement du Fenway Bowl 2020 annulé à la suite de la pandémie de Covid-19.

## Palmarès
| Date             | Vainqueur         | Score   | Finaliste                | Assistance | Conférence  | Résumé |
| ---------------- | ----------------- | ------- | ------------------------ | ---------- | ----------- | ------ |
| 21 décembre 2020 | Tigers de Memphis | 25 - 10 | Owls de Florida Atlantic | 2 979      | AAC - C USA | Note   |

## Meilleurs joueurs du Bowl
| Saison | Joueur      | Équipe  | Poste |
| ------ | ----------- | ------- | ----- |
| 2020   | Brady White | Memphis | QB    |

## Statistiques par Conférences
| Conférence | Gagné | Perdu | %     |
| ---------- | ----- | ----- | ----- |
| AAC        | 1     | 0     | 1.000 |
| C-USA      | 0     | 1     | 0.000 |

## Statistiques par Équipes
| Rang | Équipe                   | Apparition | G-P   |
| ---- | ------------------------ | ---------- | ----- |
| 1    | Tigers de Memphis        | 1          | 1 - 0 |
| 2    | Owls de Florida Atlantic | 1          | 0 - 1 |

## Liens Externes
- (en-US) Site Officiel
- (en-US) Page officielle sur Twitter